# Megastigmus longicauda
Megastigmus longicauda är en stekelart som beskrevs av Girault 1913. Megastigmus longicauda ingår i släktet Megastigmus och familjen gallglanssteklar. Inga underarter finns listade i Catalogue of Life.